# Клайннойхаузен
Клайннойхаузен (нем. Kleinneuhausen) — община в Германии, в земле Тюрингия. 
Входит в состав района Зёммерда. Подчиняется управлению Кёлледа.  Население составляет 425 человек (на 31 декабря 2010 года). Занимает площадь 8,46 км².